# Lom, Korpo
Lom eller Lohm är en ö i Finland.   Den ligger i kommundelen Korpo i kommunen Pargas i den ekonomiska regionen  Åboland  och landskapet Egentliga Finland, i den sydvästra delen av landet, 180 km väster om huvudstaden Helsingfors. Arean är 3,5 kvadratkilometer. På ön ligger byn Lom.